# Giải bóng đá vô địch quốc gia Croatia
Giải bóng đá vô địch quốc gia Croatia (tiếng Croatia: Hrvatska nogometna liga, phát âm [xř̩ʋaːtskaː nôɡomeːtnaː lǐːɡa], Giải bóng đá Croatia), viết tắt là HNL và cũng được biết đến vì lý do tài trợ là SuperSport HNL, là giải đấu bóng đá chuyên nghiệp hàng đầu của Croatia. Được thành lập vào năm 1992, trước đây giải được gọi là Prva Hrvatska nogometna liga (1. HNL; nghĩa đen là Giải bóng đá Croatia đầu tiên), nhưng một cuộc tổ chức lại cấu trúc giải đấu từ năm 2022–23 đã dẫn đến việc đổi tên cho ba cấp độ giải đấu cao nhất.
Kể từ năm 2003, giải đấu đã được đổi tên theo tên của nhà tài trợ chính thức và đã mang những cái tên sau:
- 2003–2007 - Prva HNL Ožujsko (được tài trợ bởi Zagrebačka pivovara và nhãn hiệu bia Ožujsko)
- 2007–2011 - T-Com Prva HNL (được tài trợ bởi T-Hrvatski Telekom, một công ty con của Deutsche Telekom)[4]
- 2011–2017 - MAXtv Prva liga (được tài trợ bởi T-Hrvatski Telekom, một công ty con của Deutsche Telekom)[5]
- 2017–2022 - Hrvatski Telekom Prva liga / HT Prva liga (Được tài trợ bởi T-Hrvatski Telekom, một công ty con của Deutsche Telekom)
- 2022–nay - Hrvatska Premijer liga / Premijer liga

## Tổng quát
Giải đấu được thành lập vào năm 1991 sau sự giải thể của Giải VĐQG Nam Tư và được điều hành bởi Liên đoàn bóng đá Croatia. Kể từ khi thành lập, giải đấu đã trải qua nhiều lần thay đổi về hệ thống tổ chức và số lượng câu lạc bộ tham gia. Trong ba mùa giải đầu tiên, một trận thắng được hai điểm, từ mùa giải 1994–95 thì con số này tăng lên thành ba điểm. Mỗi mùa giải bắt đầu vào cuối tháng 7 hoặc đầu tháng 8 và kết thúc vào tháng 5 với quãng thời gian nghỉ khoảng hai tháng từ tháng 12 đến tháng 2. Hiện tại, có mười đội tham dự giải đấu.
Mùa giải đầu tiên khởi tranh vào tháng 2 năm 1992 và kết thúc vào tháng 6 năm 1992. Tổng cộng có mười hai câu lạc bộ tham dự giải và không có đội nào xuống hạng vì giải đấu sẽ được mở rộng lên thành 16 đội ở mùa giải tiếp theo. Mùa giải 1993–94 có số lượng đội tham dự cao nhất trong lịch sử Prva HNL với con số là 18. Mùa giải tiếp theo, số đội lại giảm xuống còn 16. Prva HNL 1995–96 là mùa giải đầu tiên có các giải A và B riêng biệt, với thể thức chia thành hai giai đoạn khá phức tạp, trong đó mười hai đội tham dự giải A, trong khi giải B là hạng hai và bao gồm mười đội. Vào tháng 3, các đội được chia thành ba nhóm: Bảng vô địch (bao gồm năm đội dẫn đầu giải A và đội xếp thứ nhất của giải B), bảng play-off (các đội còn lại từ giải A và đội xếp thứ hai giải B) và bảng play-off B (các đội còn lại từ giải B). Hai đội đứng đầu bảng play-off B sẽ được xếp vào giải A trong mùa giải tiếp theo, gồm 16 đội ở cả giải A và B. Tại Prva HNL 1997–98, giải đấu bao gồm 12 đội và áp dụng thể thức mới khi vào tháng 3, các đội sẽ được phân chia thành hai nhóm là nhóm vô địch và nhóm xuống hạng. 50% số điểm của mỗi đội sẽ được tính ở giai đoạn này của giải. Vào cuối mùa giải, đội xếp cuối sẽ bị xuống hạng và chơi tại Druga HNL, trong khi đội nhì bảng cuối cùng tham dự trận play-off trụ hạng, hòa hai lượt với đội xếp thứ hai là Druga HNL. Hệ thống này được sử dụng trong hai mùa giải. Vào mùa giải Prva HNL 1999–2000, mỗi đội đấu với mỗi đội khác ba lần với tổng số 33 vòng đấu. Mùa giải tiếp theo là sự trở lại của thể thức phân nhóm Vô địch và Xuống hạng nhưng các đội không còn giữ 50% điểm trước khi phân nhóm như trước. Thể thức này được sử dụng cho đến mùa giải 2005–06 với một lần mở rộng lên thành 16 đội vào mùa giải 2001–02. Mùa giải 2006–07 đánh dấu sự trở lại thể thức 33 vòng đấu từng được sử dụng trước đây vào mùa 1999–2000. Vào mùa giải 2009–10, giải đấu được mở rộng lên thành 16 đội. Điều này kéo dài trong ba mùa giải và đến mùa giải 2012–13, giải có tất cả 12 đội bóng thi đấu tổng cộng 33 vòng đấu. Từ mùa giải 2013–14 Prva HNL, số đội đã giảm xuống chỉ còn 10.
Nhà tài trợ chính của giải đấu là T-Hrvatski Telekom thuộc quyền sở hữu của công ty viễn thông đến từ Đức Deutsche Telekom. Vào cuối mùa giải 2014–15, Giải bóng đá vô địch quốc gia Croatia được xếp hạng thứ 17 ở châu Âu. Đội vô địch mùa giải 2015–16 sẽ tham dự vòng loại thứ hai của UEFA Champions League, đội á quân sẽ tham dự vòng loại thứ hai của UEFA Europa League, trong khi đội xếp thứ ba sẽ tham dự vòng loại vòng sơ loại đầu tiên của UEFA Europa League. Đội vô địch Cúp bóng đá Croatia mùa 2015–16 sẽ tham dự vòng loại thứ ba của UEFA Europa League.

## Câu lạc bộ
Có tất cả mười câu lạc bộ thi đấu tại Giải bóng vô địch quốc gia Croatia mùa giải 2021–22, mùa giải thứ 31 kể từ khi giải đấu được thành lập.
Năm trong số mười câu lạc bộ hiện vẫn đang thi đấu ở cấp độ cao nhất của Croatia cũng từng thi đấu tại Giải vô địch quốc gia Nam Tư từ năm 1945 đến năm 1991 trước khi các câu lạc bộ đến từ Croatia rời giải (Dinamo Zagreb, Hajduk Split, Lokomotiva, Osijek, Rijeka). Bốn câu lạc bộ Croatia khác từng chơi ở giải đấu hàng đầu Nam Tư (Cibalia, RNK Split, NK Zagreb và Trešnjevka) hiện nay đang chơi ở các giải đấu ở cấp độ thấp hơn của Croatia.
Tính đến năm 2021, chỉ có 4 trong tổng số 12 đội đầu tiên của giải VĐQG Croatia chưa từng xuống hạng là Dinamo Zagreb, Hajduk Split, Osijek và Rijeka.
| Câu lạc bộ           | Thứ hạng mùa giải 2020–21 | Mùa giải đầu tiên ở hạng đấu cao nhất | Số mùa giải ở hạng đấu cao nhất | Số mùa giải ở 1. HNL | Tham dự liên tục từ mùa giải | Thành tích tốt nhất | Số chức vô địch |
| -------------------- | ------------------------- | ------------------------------------- | ------------------------------- | -------------------- | ---------------------------- | ------------------- | --------------- |
| Dinamo Zagreb ‡      | 1                         | 1946–47                               | 76                              | 31                   | 1946–47                      | 1                   | 26 (2020–21)nb1 |
| Gorica               | 5                         | 2018–19                               | 4                               | 4                    | 2018–19                      | 5                   | —               |
| Hajduk Split ‡       | 4                         | 1923                                  | 93                              | 31                   | 1923                         | 1                   | 15 (2004–05)nb2 |
| Hrvatski Dragovoljac | 1 tại 2. HNL              | 1995–96                               | 9                               | 9                    | 2021–22                      | 3                   | —               |
| Istra 1961           | 9                         | 2004–05                               | 16                              | 16                   | 2009–10                      | 6                   | —               |
| Lokomotiva           | 8                         | 1946–47                               | 22                              | 13                   | 2009–10                      | 2                   | —               |
| Osijek ‡             | 2                         | 1953–54                               | 47                              | 31                   | 1981–82                      | 2                   | —               |
| Rijeka ‡             | 3                         | 1946–47                               | 60                              | 31                   | 1974–75                      | 1                   | 1 (2016–17)     |
| Slaven Belupo        | 7                         | 1997–98                               | 25                              | 25                   | 1997–98                      | 2                   | —               |
| Šibenik †            | 6                         | 1992                                  | 20                              | 20                   | 2020–21                      | 4                   | —               |

† – Một trong mười hai đội bóng là thành viên sáng lập giải đấu mùa giải 1992

‡ – Tham dự toàn bộ 31 mùa giải bao gồm cả mùa giải 2021–22.

nb1 – Dinamo Zagreb có 4 lần vô địch Nam Tư và 22 lần vô địch Croatia.

nb2 – Hajduk Split có 9 lần vô địch Nam Tư và 6 lần vô địch Croatia.

## Các đội Prva HNL tại các giải đấu châu Âu
Sự tan rã của Nam Tư khiến giải đấu cấp cao nhất trong hệ thống bóng đá nước này bị chia thành nhiều giải đấu nhỏ hơn. Điều này đồng nghĩa với việc tách Hiệp hội bóng đá Croatia khỏi Liên đoàn bóng đá Nam Tư và thành lập liên đoàn bóng đá riêng. Prva HNL được ra mắt lần đầu tiên vào năm 1992. Hajduk Split và HAŠK Građanski đã giành quyền tham dự các cúp châu Âu do đáp ứng tiêu chuẩn khi HAŠK Građanski là á quân tại Giải vô địch quốc gia Nam Tư 1990–91 và đủ điều kiện tham dự UEFA Cup 1991–92. Trong khi đó, Hajduk Split giành được Cúp Nam Tư 1990–91 và giành quyền tham dự UEFA Cup Winners' Cup 1991–92. Do chiến tranh, cả hai câu lạc bộ phải chơi các trận đấu sân nhà tại Áo.
Vì bị ảnh hưởng bởi chiến tranh đang diễn ra ở Croatia nên mùa giải Prva HNL đầu tiên được tổ chức gói gọn trong một năm dương lịch từ tháng 2 đến tháng 6 năm 1992. Cả Hajduk Split (vô địch Croatia năm 1992) và Inker Zaprešić (vô địch Croatia năm 1992) đều không thể tham dự các cúp châu Âu vào mùa giải 1992–93 sau đó vì Liên đoàn bóng đá Croatia, cơ quan quản lý của giải đấu, vẫn chưa được UEFA công nhận và chỉ chính thức trở thành chi nhánh của nó vào cuối tháng 6 năm 1993.
Trong lịch sử, các đội tại HNL đã có tổng cộng 8 lần lọt vào vòng bảng của UEFA Champions League. Vào mùa giải 1994–95, Hajduk Split đã loại Legia Warsaw ở vòng loại và lọt vào vòng bảng. Họ tiến vào tứ kết với tư cách nhì bảng, chỉ đứng sau Benfica nhưng bị loại bởi đội vô địch năm đó là Ajax. Trong mùa giải 1998–99, Croatia Zagreb đã vượt qua Celtic và xếp ở vị trí thứ hai sau Olympiacos nhưng không thể vào vòng sau vì khi đó chỉ lấy các đội nhất bảng và hai đội nhì bảng có thành tích tốt nhất. Mùa giải tiếp theo, Croatia cũng lọt vào vòng bảng sau khi loại MTK Budapest ở vòng sơ loại thứ ba. Nằm cùng bảng đấu với Manchester United, Olympique Marseille và Sturm Graz, họ xếp cuối cùng khi chỉ thắng Sturm, hòa MU và Marseille. Trong mùa giải 2011–12, Dinamo Zagreb đã vượt qua cả ba vòng loại và được xếp vào bảng đấu có Real Madrid, Lyon và Ajax. Mùa giải tiếp theo, Dinamo Zagreb cũng tiến vào vòng bảng và được xếp vào bảng đấu có sự tham dự của Dynamo Kyiv, Paris Saint-Germain và Porto. Họ đã thua cả 5 trận tại vòng bảng và hòa Dynamo Kyiv ở vòng đấu cuối. Ở mùa giải 2015-16, Dinamo Zagreb lọt vào vòng bảng và đã chiến thắng đáng chú ý 2-1 trước Arsenal. Mùa giải tiếp theo, 2016-17 cũng là lần họ được tham dự. Lần lọt vào vòng bảng gần là vào năm 2019-20 khi Dinamo Zagreb đứng thứ 4 sau Manchester City, Atalanta và Shakhtar với 2 trận hòa trước Shakhtar và chiến thắng 4-0 trước Atlanta với các quyết định gây tranh cãi của trọng tài trong cả hai trận hòa khi đó một chiến thắng sẽ đưa họ đến vòng 16 đội với tư cách nhì bảng.

## Bảng xếp hạng UEFA
Cơ quan bóng đá hàng đầu của châu Âu là UEFA xếp hạng các giải vô địch quốc gia hàng năm theo hệ số được tính toán dựa trên kết quả các câu lạc bộ của mỗi quốc gia trong các giải đấu quốc tế. Bảng xếp hạng dựa trên kết quả của năm mùa giải trước để xác định suất dự cúp châu Âu của các quốc gia cho mùa giải tiếp theo, tức là có bao nhiêu suất tham dự các cúp châu Âu được chỉ định cho các câu lạc bộ từ mỗi hiệp hội thành viên của UEFA.
Tính đến năm 2020, giải vô địch quốc gia Croatia được xếp hạng thứ 20 ở châu Âu với hệ số 24,875, có nghĩa là bốn câu lạc bộ Croatia có thể đủ điều kiện tham dự các cúp châu Âu trong mùa giải 2020–21.
UEFA cũng duy trì một bảng xếp hạng câu lạc bộ riêng biệt dựa trên thành tích thi đấu quốc tế của mỗi câu lạc bộ và được sử dụng để xác định hạt giống trong các lễ bốc thăm cho UEFA Champions League và UEFA Europa League. Bảng xếp hạng này được tính toán bằng sự kết hợp giữa kết quả thi đấu của từng câu lạc bộ cũng như thứ hạng giải vô địch quốc gia. Tính đến năm 2020, Dinamo Zagreb là câu lạc bộ Croatia được xếp hạng cao nhất với vị trí thứ 48 ở châu Âu.
Nguồn: Trang web của Bert Kassies Lưu trữ ngày 12 tháng 4 năm 2022 tại Wayback Machine (bảng xếp hạng quốc gia; bảng xếp hạng đội bóng); cập nhật lần cuối ngày 17 tháng 1 năm 2021
| Xếp hạng 2021 | Xếp hạng 2020 | Biến động  | Quốc gia | Giải đấu       | 2021 coeff. | 2021–21 clubs |
| ------------- | ------------- | ---------- | -------- | -------------- | ----------- | ------------- |
| 15            | 16            | Tăng       | CYP      | First Division | 27.750      | 4             |
| 16            | 19            | Giữ nguyên | SRB      | SuperLiga      | 26.750      | 4             |
| 17            | 15            | Giữ nguyên | CZE      | Fortuna Liga   | 26.600      | 5             |
| 18            | 20            | Tăng       | CRO      | Prva HNL       | 26.275      | 5             |
| 19            | 17            | Giữ nguyên | SUI      | Super League   | 26.225      | 4             |
| 20            | 18            | Giảm       | GRE      | Super League   | 26.000      | 5             |
| 21            | 23            | Tăng       | ISR      | Premier League | 24.375      | 4             |

| Xếp hạng 2021 | Xếp hạng 2020 | Đội           | Tổng điểm 2021 | Tổng điểm quốc gia 2021 |
| ------------- | ------------- | ------------- | -------------- | ----------------------- |
| 033           | 048           | Dinamo Zagreb | 44.500         | 05.900                  |
| 113           | 121           | Rijeka        | 13.500         | 05.900                  |
| 137           | 148           | Hajduk Split  | 08.000         | 05.900                  |
| 187           | 228           | Osijek        | 06.000         | 05.900                  |
| 225           | 228           | Lokomotiva    | 03.500         | 05.900                  |

## Truyền thông
Trong quá khứ, mỗi hiệp chỉ có một trận đấu được phát sóng trên truyền hình. Trong mùa giải 2008–09 có một số thay đổi. Mạng lưới truyền hình quốc gia Croatia (HRT) đã bắt đầu chương trình truyền hình mới Volim Nogomet (Tôi yêu bóng đá), được thực hiện cùng với nhà tài trợ chính T-Com của giải đấu. Trong chương trình, 5 trận đấu được phát sóng kết hợp vào các buổi chiều Chủ nhật, trong khi trận derby được phát sóng vào lúc 20h15 CET, vì vậy khán giả có thể theo dõi tất cả các trận đấu. Có cả các chuyên gia trong trường quay, bình luận về các trận đấu và những thứ khác không liên quan đến bóng đá. Người khởi xướng chính của dự án là cầu thủ bóng đá nổi tiếng người Croatia và sau đó là chủ tịch của T-Com 1. Người điều hành HNL là Igor Štimac. Hầu hết các câu lạc bộ đều không hài lòng với việc sắp xếp lịch thi đấu và yêu cầu chuyển từ chiều Chủ nhật sang tối thứ Bảy. Điều này được thực hiện vào đầu mùa giải sau đó và trận đấu duy nhất diễn ra vào Chủ nhật là trận derby. Tuy nhiên, trong thời gian giữa mùa, dự án đã bị hủy bỏ và hệ thống cũ với một lần phát sóng mỗi vòng đã quay trở lại.
Vào tháng 11 năm 2010, bản quyền phát sóng đã được bán cho công ty tiếp thị Digitel Komunikacije trong thời hạn 5 năm, bắt đầu từ mùa giải 2011–12. Sau khi các cuộc đàm phán thất bại với kênh truyền hình phát sóng công cộng HRT đã phát sóng Prva HNL trong hai mươi mùa qua, Digitel đã ký một thỏa thuận với T-Hrvatski Telekom. Các trận đấu hiện đang được phát sóng trên Arenasport, một mạng truyền hình cáp bao gồm năm kênh dành cho các thuê bao của MAXtv, giải pháp IPTV từ công ty con T-HT là T-Com. Tất cả các trận đấu đều được phát sóng trực tiếp hàng tuần trên Arenasport. Tóm tắt trận đấu được phát sóng vào tối Chủ nhật trên RTL 2 và HRT 2.

## Số lượng khán giả đến sân
| Mùa giải | Tổng khán giả đến sân | Số trận | Số lượng khán giả đến sân trung bình | Chú thích |
| -------- | --------------------- | ------- | ------------------------------------ | --------- |
| 1992     | 376,435               | 132     | 2,896                                | [ 12 ]    |
| 1992–93  | 1,006,350             | 240     | 4,264                                | [ 12 ]    |
| 1993–94  | 851,600               | 306     | 2,820                                | [ 12 ]    |
| 1994–95  | 879,400               | 240     | 3,664                                | [ 12 ]    |
| 1995–96  | 940,270               | 364     | 2,612                                | [ 12 ]    |
| 1996–97  | 687,950               | 240     | 2,903                                | [ 12 ]    |
| 1997–98  | 684,400               | 192     | 3,602                                | [ 12 ]    |
| 1998–99  | 745,728               | 192     | 3,884                                | [ 13 ]    |
| 1999–00  | 515,790               | 198     | 2,605                                | [ 13 ]    |
| 2000–01  | 546,624               | 192     | 2,847                                | [ 13 ]    |
| 2001–02  | 573,840               | 240     | 2,391                                | [ 13 ]    |
| 2002–03  | 635,520               | 192     | 3,310                                | [ 13 ]    |
| 2003–04  | 570,816               | 192     | 2,973                                | [ 13 ]    |
| 2004–05  | 541,440               | 192     | 2,820                                | [ 13 ]    |
| 2005–06  | 633,792               | 192     | 3,301                                | [ 13 ]    |
| 2006–07  | 622,908               | 198     | 3,146                                | [ 13 ]    |
| 2007–08  | 616,572               | 198     | 3,114                                | [ 13 ]    |
| 2008–09  | 617,050               | 198     | 3,116                                | [ 14 ]    |
| 2009–10  | 500,002               | 240     | 2,083                                | [ 14 ]    |
| 2010–11  | 458,746               | 240     | 1,911                                | [ 15 ]    |
| 2011–12  | 482,002               | 240     | 2,087                                | [ 12 ]    |
| 2012–13  | 497,188               | 198     | 2,511                                | [ 12 ]    |
| 2013–14  | 573,070               | 180     | 3,202                                | [ 12 ]    |
| 2014–15  | 489,159               | 180     | 2,733                                | [ 12 ]    |
| 2015–16  | 442,952               | 180     | 2,461                                | [ 12 ]    |
| 2016–17  | 492,041               | 180     | 2,734                                | [ 12 ]    |
| 2017–18  | 530,638               | 180     | 2,948                                | [ 12 ]    |
| 2018–19  | 478,760               | 180     | 2,660                                | [ 12 ]    |
| 2019–20  | 510,674               | 180     | 2,837                                | [ 12 ]    |
| 2020–21  | 26,509                | 180     | 147                                  | [ 12 ]    |

## Đội vô địch
| 0 † 0 | Các đội vô địch giải VĐQG cũng giành Cúp bóng đá Croatia (giành cú đúp quốc nội). |
| a     | Cầu thủ nhận danh hiệu Vua phá lưới                                               |

| Mùa giải  | Vô địch (số lần)     | Á quân         | Hạng ba              | Vua phá lưới                            | Vua phá lưới         | Vua phá lưới |
| Mùa giải  | Vô địch (số lần)     | Á quân         | Hạng ba              | Cầu thủ (đội)                           | Quốc tịch            | Số bàn       |
| --------- | -------------------- | -------------- | -------------------- | --------------------------------------- | -------------------- | ------------ |
| 1992      | Hajduk Split (1)     | NK Zagreb      | Osijek               | Ardian Kozniku (Hajduk Split)           | Croatia              | 12           |
| 1992–93   | Croatia Zagreb (1)   | Hajduk Split   | NK Zagreb            | Goran Vlaović (Croatia Zagreb)          | Croatia              | 23           |
| 1993–94   | Hajduk Split (2)     | NK Zagreb      | Croatia Zagreb       | Goran Vlaović (Croatia Zagreb)          | Croatia              | 29           |
| 1994–95   | Hajduk Split (3) †   | Croatia Zagreb | Osijek               | Robert Špehar (Osijek)                  | Croatia              | 23           |
| 1995–96   | Croatia Zagreb (2) † | Hajduk Split   | Varteks              | Igor Cvitanović (Croatia Zagreb)        | Croatia              | 19           |
| 1996–97   | Croatia Zagreb (3) † | Hajduk Split   | Hrvatski Dragovoljac | Igor Cvitanović (Croatia Zagreb)        | Croatia              | 20           |
| 1997–98   | Croatia Zagreb (4) † | Hajduk Split   | Osijek               | Mate Baturina (NK Zagreb)               | Croatia              | 18           |
| 1998–99   | Croatia Zagreb (5)   | Rijeka         | Hajduk Split         | Joško Popović (Šibenik)                 | Croatia              | 21           |
| 1999–2000 | Dinamo Zagreb (6)    | Hajduk Split   | Osijek               | Tomo Šokota (Dinamo Zagreb)             | Croatia              | 21           |
| 2000–01   | Hajduk Split (4)     | Dinamo Zagreb  | Osijek               | Tomo Šokota (Dinamo Zagreb)             | Croatia              | 20           |
| 2001–02   | NK Zagreb (1)        | Hajduk Split   | Dinamo Zagreb        | Ivica Olić (NK Zagreb)                  | Croatia              | 21           |
| 2002–03   | Dinamo Zagreb (7)    | Hajduk Split   | Varteks              | Ivica Olić (Dinamo Zagreb)              | Croatia              | 16           |
| 2003–04   | Hajduk Split (5)     | Dinamo Zagreb  | Rijeka               | Robert Špehar (Osijek)                  | Croatia              | 18           |
| 2004–05   | Hajduk Split (6)     | Inter Zaprešić | NK Zagreb            | Tomislav Erceg (Rijeka)                 | Croatia              | 17           |
| 2005–06   | Dinamo Zagreb (8)    | Rijeka         | Varteks              | Ivan Bošnjak (Dinamo Zagreb)            | Croatia              | 22           |
| 2006–07   | Dinamo Zagreb (9) †  | Hajduk Split   | NK Zagreb            | Eduardo (Dinamo Zagreb)                 | Croatia              | 34           |
| 2007–08   | Dinamo Zagreb (10) † | Slaven Belupo  | Osijek               | Želimir Terkeš (Zadar)                  | Bosna và Hercegovina | 21           |
| 2008–09   | Dinamo Zagreb (11) † | Hajduk Split   | Rijeka               | Mario Mandžukić (Dinamo Zagreb)         | Croatia              | 16           |
| 2009–10   | Dinamo Zagreb (12)   | Hajduk Split   | Cibalia              | Davor Vugrinec (NK Zagreb)              | Croatia              | 18           |
| 2010–11   | Dinamo Zagreb (13) † | Hajduk Split   | RNK Split            | Ivan Krstanović (NK Zagreb)             | Bosna và Hercegovina | 19           |
| 2011–12   | Dinamo Zagreb (14) † | Hajduk Split   | Slaven Belupo        | Fatos Bećiraj (Dinamo Zagreb)           | Montenegro           | 15           |
| 2012–13   | Dinamo Zagreb (15)   | Lokomotiva     | Rijeka               | Leon Benko (Rijeka)                     | Croatia              | 19           |
| 2013–14   | Dinamo Zagreb (16)   | Rijeka         | Hajduk Split         | Duje Čop (Dinamo Zagreb)                | Croatia              | 22           |
| 2014–15   | Dinamo Zagreb (17) † | Rijeka         | Hajduk Split         | Andrej Kramarić (Rijeka)                | Croatia              | 21           |
| 2015–16   | Dinamo Zagreb (18) † | Rijeka         | Hajduk Split         | Ilija Nestorovski (Inter Zaprešić)      | Bắc Macedonia        | 25           |
| 2016–17   | Rijeka (1) †         | Dinamo Zagreb  | Hajduk Split         | Márkó Futács (Hajduk Split)             | Hungary              | 18           |
| 2017–18   | Dinamo Zagreb (19) † | Rijeka         | Hajduk Split         | El Arabi Hillel Soudani (Dinamo Zagreb) | Algérie              | 17           |
| 2018–19   | Dinamo Zagreb (20)   | Rijeka         | Osijek               | Mijo Caktaš (Hajduk Split)              | Croatia              | 19           |
| 2019–20   | Dinamo Zagreb (21)   | Lokomotiva     | Rijeka               | Mijo Caktaš (Hajduk Split)              | Croatia              | 20           |
| 2019–20   | Dinamo Zagreb (21)   | Lokomotiva     | Rijeka               | Antonio Čolak a (Rijeka)                | Croatia              | 20           |
| 2019–20   | Dinamo Zagreb (21)   | Lokomotiva     | Rijeka               | Mirko Marić (Osijek)                    | Croatia              | 20           |
| 2020–21   | Dinamo Zagreb (22) † | Osijek         | Rijeka               | Ramón Miérez (Osijek)                   | Argentina            | 22           |
| 2021–22   | Dinamo Zagreb (23)   | Hajduk Split   | Osijek               | Marko Livaja (Hajduk Split)             | Croatia              | 28           |
| 2022–23   | Dinamo Zagreb (24)   | Hajduk Split   | Osijek               | Marko Livaja (Hajduk Split)             | Croatia              | 19           |
| 2023–24   | Dinamo Zagreb (25) † | Rijeka         | Hajduk Split         | Ramón Miérez (Osijek)                   | Argentina            | 19           |
| 2024–25   | Rijeka (2) †         | Dinamo Zagreb  | Hajduk Split         | Marko Livaja (Hajduk Split)             | Croatia              | 19           |

Lưu ý về việc đổi tên:
- Dinamo Zagreb được đổi tên thành "HAŠK Građanski" vào tháng 6 năm 1991 và sau đó là "Croatia Zagreb" vào tháng 2 năm 1993. Họ đã giành được 5 chức vô địch và tham dự vòng bảng UEFA Champions League vào các mùa 1998–99 và 1999–2000 với cái tên này trước khi đổi lại thành "Dinamo Zagreb" vào tháng 2 năm 2000.
- Slaven Belupo dựa trên Koprivnica trước đây được gọi là "Slaven" cho đến năm 1992. Sau đó họ có tên gọi là "Slaven Bilokalnik" từ năm 1992 đến năm 1994 trước khi lấy cái tên hiện tại vào năm 1994 vì lý do tài trợ theo tên một công ty dược phẩm có trụ sở tại Koprivnica. Vì UEFA không công nhận tên câu lạc bộ có nhà tài trợ nên đội có tên là "Slaven Koprivnica" trong các giải đấu cúp châu Âu và trên trang web chính thức của UEFA.

### Thành tích câu lạc bộ
| Câu lạc bộ           | Vô địch | Á quân | Hạng ba |
| -------------------- | ------- | ------ | ------- |
| Dinamo Zagreb        | 25      | 5      | 2       |
| Hajduk Split         | 6       | 14     | 8       |
| Rijeka               | 2       | 8      | 5       |
| NK Zagreb            | 1       | 2      | 3       |
| Lokomotiva           | —       | 2      | —       |
| Osijek               | —       | 1      | 9       |
| Slaven Belupo        | —       | 1      | 1       |
| Inter Zaprešić       | —       | 1      | —       |
| Varteks              | —       | —      | 3       |
| Cibalia              | —       | —      | 1       |
| Hrvatski Dragovoljac | —       | —      | 1       |
| RNK Split            | —       | —      | 1       |

Tỷ lệ (%)

## Bảng xếp hạng HNL mọi thời đại
| VT (theo điểm) | Đội                     | S  | Pts  | GP  | W   | D   | L   | GF   | GA   | 1st | 2nd | 3rd | T  | MGĐ       | Từ/ Lần cuối | Tốt nhất | %TLT   |
| -------------- | ----------------------- | -- | ---- | --- | --- | --- | --- | ---- | ---- | --- | --- | --- | -- | --------- | ------------ | -------- | ------ |
| 1              | GNK Dinamo Zagreb       | 30 | 2215 | 975 | 679 | 178 | 118 | 2401 | 840  | 22  | 4   | 2   | 28 | 1992      | 1992         | 1        | 69,64% |
| 2              | HNK Hajduk Split        | 30 | 1825 | 975 | 535 | 223 | 217 | 1924 | 1024 | 6   | 12  | 6   | 24 | 1992      | 1992         | 1        | 54,87% |
| 3              | HNK Rijeka              | 30 | 1586 | 979 | 442 | 260 | 277 | 1608 | 1233 | 1   | 7   | 5   | 13 | 1992      | 1992         | 1        | 45,14% |
| 4              | NK Osijek               | 30 | 1416 | 975 | 389 | 249 | 337 | 1507 | 1412 | 0   | 1   | 7   | 8  | 1992      | 1992         | 2        | 39,89% |
| 5              | NK Zagreb               | 24 | 1043 | 759 | 286 | 185 | 288 | 1163 | 1160 | 1   | 2   | 3   | 6  | 1992      | 2015–16      | 1        | 37,68% |
| 6              | NK Slaven Belupo        | 24 | 1021 | 797 | 262 | 231 | 304 | 1058 | 1170 | 0   | 1   | 1   | 2  | 1997–98   | 1997–98      | 2        | 32,87% |
| 7              | NK Varaždin (Varteks)   | 21 | 870  | 654 | 243 | 142 | 269 | 1047 | 1076 | 0   | 0   | 3   | 3  | 1992      | 2011–12      | 3        | 37,15% |
| 8              | HNK Cibalia             | 22 | 818  | 699 | 210 | 188 | 301 | 848  | 1101 | 0   | 0   | 1   | 1  | 1992      | 2017–18      | 3        | 30,04% |
| 9              | NK Inter Zaprešić       | 20 | 739  | 647 | 193 | 160 | 294 | 783  | 1045 | 0   | 1   | 0   | 1  | 1992      | 2019–20      | 2        | 29,82% |
| 10             | HNK Šibenik             | 19 | 707  | 598 | 185 | 152 | 261 | 726  | 895  | 0   | 0   | 0   | 0  | 1992      | 2020–21      | 4        | 30,93% |
| 11             | NK Zadar                | 20 | 649  | 597 | 169 | 142 | 286 | 741  | 1159 | 0   | 0   | 0   | 0  | 1992      | 2014–15      | 6        | 28,30% |
| 12             | NK Lokomotiva           | 12 | 565  | 411 | 157 | 94  | 160 | 543  | 553  | 0   | 2   | 0   | 2  | 2009–10   | 2009–10      | 2        | 38,19% |
| 13             | NK Istra 1961           | 15 | 509  | 508 | 123 | 149 | 245 | 525  | 770  | 0   | 0   | 0   | 0  | 2004–05   | 2009–10      | 6        | 24,21% |
| 14             | NK Hrvatski Dragovoljac | 9  | 341  | 283 | 86  | 73  | 124 | 324  | 419  | 0   | 0   | 1   | 1  | 1995–96   | 2021–22      | 3        | 30,38% |
| 15             | RNK Split               | 7  | 312  | 237 | 81  | 69  | 87  | 253  | 262  | 0   | 0   | 1   | 1  | 2010–11   | 2016–17      | 3        | 34,17% |
| 16             | NK Istra                | 7  | 243  | 215 | 65  | 48  | 102 | 215  | 312  | 0   | 0   | 0   | 0  | 1992      | 1999–2000    | 6        | 30,02% |
| 17             | NK Kamen Ingrad         | 6  | 217  | 191 | 59  | 40  | 92  | 314  | 386  | 0   | 0   | 0   | 0  | 2001–02   | 2006–07      | 4        | 30,89% |
| 18             | HNK Segesta             | 5  | 207  | 160 | 55  | 42  | 63  | 197  | 206  | 0   | 0   | 0   | 0  | 1992–93   | 1996–97      | 8        | 34,37% |
| 19             | NK Marsonia             | 6  | 202  | 190 | 53  | 43  | 94  | 269  | 416  | 0   | 0   | 0   | 0  | 1994–95   | 2003–04      | 5        | 27,89% |
| 20             | HNK Gorica              | 3  | 167  | 108 | 46  | 29  | 33  | 161  | 141  | 0   | 0   | 0   | 0  | 2018–19   | 2018–19      | 5        | 42,59% |
| 21             | NK Međimurje            | 5  | 150  | 160 | 40  | 30  | 90  | 227  | 390  | 0   | 0   | 0   | 0  | 2004–05   | 2009–10      | 9        | 25,00% |
| 22             | HNK Suhopolje           | 4  | 128  | 108 | 34  | 26  | 48  | 119  | 149  | 0   | 0   | 0   | 0  | 1995–96   | 1998–99      | 9        | 31,48% |
| 23             | NK Karlovac             | 3  | 112  | 90  | 29  | 26  | 35  | 82   | 103  | 0   | 0   | 0   | 0  | 2009–10   | 2011–12      | 6        | 32,22% |
| 24             | NK Belišće              | 3  | 93   | 94  | 24  | 21  | 49  | 115  | 170  | 0   | 0   | 0   | 0  | 1992–93   | 1994–95      | 12       | 25,53% |
| 25             | HNK Dubrovnik 1919      | 3  | 77   | 86  | 18  | 23  | 45  | 54   | 133  | 0   | 0   | 0   | 0  | 1992      | 1993–94      | 11       | 20,93% |
| 26             | NK Pomorac Kostrena     | 2  | 72   | 62  | 19  | 15  | 28  | 78   | 93   | 0   | 0   | 0   | 0  | 2001–02   | 2002–03      | 7        | 30,64% |
| 27             | NK Čakovec              | 2  | 71   | 62  | 19  | 14  | 29  | 78   | 109  | 0   | 0   | 0   | 0  | 2000–01   | 2001–02      | 7        | 30,64% |
| 28             | NK Pazinka              | 2  | 65   | 64  | 15  | 20  | 29  | 71   | 95   | 0   | 0   | 0   | 0  | 1992–93   | 1993–94      | 11       | 23,43% |
| 29             | NK Varaždin (2012)      | 2  | 64   | 72  | 15  | 19  | 38  | 59   | 80   | 0   | 0   | 0   | 0  | 2019–20   | 2020–21      | 8        | 20,87% |
| 30             | NK Primorac 1929        | 2  | 60   | 64  | 18  | 17  | 29  | 69   | 103  | 0   | 0   | 0   | 0  | 1993–94   | 1994–95      | 14       | 28,12% |
| 31             | NK Rudeš                | 2  | 54   | 72  | 13  | 15  | 44  | 67   | 142  | 0   | 0   | 0   | 0  | 2017–18   | 2018–19      | 8        | 18,00% |
| 32             | NK Croatia Sesvete      | 2  | 39   | 63  | 9   | 13  | 41  | 61   | 147  | 0   | 0   | 0   | 0  | 2008–09   | 2009–10      | 12       | 14,28% |
| 33             | NK Radnik Velika Gorica | 2  | 33   | 64  | 12  | 9   | 43  | 47   | 161  | 0   | 0   | 0   | 0  | 1992–93   | 1993–94      | 13       | 18,75% |
| 34             | NK Samobor              | 1  | 32   | 32  | 9   | 5   | 18  | 34   | 55   | 0   | 0   | 0   | 0  | 1997–98   | 1997–98      | 12       | 28,12% |
| 35             | NK Lučko                | 1  | 31   | 30  | 6   | 13  | 11  | 29   | 36   | 0   | 0   | 0   | 0  | 2011–12   | 2011–12      | 13       | 20,00% |
| 36             | HNK Vukovar '91         | 1  | 30   | 33  | 7   | 9   | 17  | 32   | 56   | 0   | 0   | 0   | 0  | 1999–2000 | 1999–2000    | 12       | 21,21% |
| 37             | NK Dubrava              | 1  | 30   | 34  | 7   | 9   | 18  | 28   | 63   | 0   | 0   | 0   | 0  | 1993–94   | 1993–94      | 17       | 20,58% |
| 38             | HNK Orijent 1919        | 1  | 26   | 30  | 5   | 11  | 14  | 28   | 53   | 0   | 0   | 0   | 0  | 1996–97   | 1996–97      | 14       | 16,67% |
| 39             | NK Neretva              | 1  | 23   | 30  | 4   | 11  | 15  | 20   | 44   | 0   | 0   | 0   | 0  | 1996–97   | 1994–95      | 15       | 13,33% |
| 40             | NK TŠK Topolovac        | 1  | 14   | 30  | 4   | 2   | 24  | 31   | 95   | 0   | 0   | 0   | 0  | 2001–02   | 2001–02      | 16       | 13,33% |

|  | 2021–22 Prva HNL  |
|  | 2021–22 Druga HNL |
|  | 2021–22 Treća HNL |
|  | Xuống hạng        |
|  | Giải thể          |

## Vua phá lưới
| Hạng | Cầu thủ         | Bàn |
| --- | --------------- | --- |
| 1 | Davor Vugrinec  | 146 |
| 2 | Igor Cvitanović | 126 |
| 3 | Ivan Krstanović | 112 |
| 4 | Joško Popović   | 111 |
| 5 | Miljenko Mumlek | 106 |
| 6 | Tomislav Erceg  | 98  |
| 7 | Nino Bule       | 89  |
| 8 | Robert Špehar   | 88  |
| 9 | Renato Jurčec   | 85  |
| 10 | Marijo Dodik    | 83  |
| Cập nhật ngày 23 tháng 6 năm 2021 (In đậm: cầu thủ đang chơi tại Prva HNL, in nghiêng: cầu thủ vẫn chơi bóng chuyên nghiệp). |                 |     |

Các cầu thủ của Prva HNL sẽ cạnh tranh cho danh hiệu Vua phá lưới Prva HNL, được trao vào cuối mỗi mùa giải. Cựu tiền đạo của Dinamo Zagreb, Igor Cvitanović, giữ kỷ lục ghi nhiều bàn thắng nhất tại Prva HNL với 126 bàn tính đến tháng 4 năm 2012. Cvitanović đã lọt vào top 10 cầu thủ ghi bàn nhiều nhất với 7 trong số 11 mùa giải của anh tại Prva HNL và có hai lần giành danh hiệu Vua phá lưới. Trong mùa giải 1997–98, anh trở thành cầu thủ đầu tiên cán mốc 100 bàn thắng tại Prva HNL. Vào ngày 14 tháng 4 năm 2012, Davor Vugrinec ghi bàn thắng thứ 127 và vượt qua kỷ lục của Cvitanović. Vugrinec giải nghệ vào tháng 5 năm 2015 với 146 bàn thắng. Chỉ có hai cầu thủ khác đạt cột mốc 100 bàn là Joško Popović và Miljenko Mumlek.
Kể từ mùa giải Prva HNL đầu tiên năm 1992, 19 cầu thủ khác nhau đã giành được danh hiệu Vua phá lưới. Goran Vlaović, Robert Špehar, Igor Cvitanović, Tomislav Šokota và Ivica Olić mỗi người đã giành được hai danh hiệu. Dinamo Zagreb sở hhuux nhiều Vua phá lưới nhất ở Prva HNL với con số là 12. Eduardo giữ kỷ lục ghi nhiều bàn thắng nhất trong một mùa giải với 34 bàn trong màu áo Dinamo Zagreb vào mùa giải 2006–07. Sáu bàn thắng là số bàn thắng kỷ lục mà một cầu thủ ghi được trong một trận đấu Prva HNL do Marijo Dodik nắm giữ.
Dinamo Zagreb trở thành đội đầu tiên ghi được 1000 bàn thắng tại giải đấu sau khi Etto ghi bàn trong chiến thắng 4–0 trước NK Zagreb ở mùa giải 2005–06. Trận đấu có tỷ số cao nhất cho đến nay tại Prva HNL diễn ra vào ngày 12 tháng 12 năm 1993 khi Dinamo Zagreb đánh bại đội bóng nhược tiểu NK Pazinka với tỉ số 10–1.

### Ra sân nhiều nhất tại Prva HNL
| Hạng | Cầu thủ            | Trận |
| --- | ------------------ | ---- |
| 1 | Jakov Surać        | 478  |
| 2 | Miljenko Mumlek    | 399  |
| 3 | Damir Vuica        | 372  |
| 4 | Krunoslav Rendulić | 368  |
| 5 | Davor Vugrinec     | 340  |
| 6 | Mladen Bartolović  | 338  |
| 7 | Josip Bulat        | 318  |
| 8 | Damir Krznar       | 315  |
| 9 | Nino Bule          | 310  |
| 10 | Hrvoje Štrok       | 305  |
| Cập nhất gần nhất ngày 23 tháng 6 năm 2021(Bold denotes players still playing in the Prva HNL,italics denotes players still playing professional football). |                    |      |

## Giải thưởng
Có ba giải thưởng dành cho các cầu thủ xuất sắc nhất ở Giải vô địch quốc gia Croatia:
- Giải thưởng Sportske novosti Yellow Shirt dành cho cầu thủ HNL xuất sắc nhất năm do tờ báo thể thao Sportske novosti của Croatia trao tặng và được các nhà báo thể thao bình chọn.
- Cầu thủ xuất sắc nhất năm của Prva HNL (Tportal) do trang web Tportal của Croatia trao tặng, được lựa chọn bởi đội trưởng của các câu lạc bộ tại giải đấu.
- Football Oscar được trao bởi hiệp hội bóng đá của liên đoàn Croatia, được lựa chọn bởi các cầu thủ và huấn luyện viên trưởng của các câu lạc bộ tại giải đấu.